# Bodnár Antal
Bodnár Antal (18. század – 19. század) egri egyházmegyei pap, műfordító.

## Élete
1787-től együtt tanult barátjával, Dayka Gáborral a pesti központi papnevelőben. 1800–1804-ben az egri gimnáziumban tanított, 1805-től 1809-ig az ottani líceumban a magyar nyelv és irodalom tanára volt.

## Munkái
Szinműveket fordított. Az asszonyi fortély vagy férjfiak jól megércsetek vígjáték 1 felvonásban. 1794. január 15-én adták először a pesti szinpadon, 1795-ben és 1808-ban ugyanott ismételték.